# 帕克斯堡 (伊利諾伊州)
帕克斯堡（英語：Parkersburg）是位於美國伊利諾伊州里奇蘭縣的一個村落。

## 地理
帕克斯堡的座標為38°35′25″N 88°03′21″W / 38.59028°N 88.05583°W，而該地最高點為海拔高度146米（即479英尺）。

## 人口
根據2010年美國人口普查的數據，帕克斯堡的面積為2.14平方千米，當中陸地面積為2.14平方千米，而水域面積為0.00平方千米。當地共有人口199人，而人口密度為每平方千米92人。